# Estudi de cohorts prospectiu

Un estudi de cohorts prospectiu o estudi prospectiu de cohorts és un estudi de cohorts longitudinal en que se segueix al llarg del temps un grup d'individus similars (cohorts) que difereixen respecte a determinats factors estudiats, per determinar com afecten aquests factors en les taxes d'un determinat resultat. Per exemple, es podria seguir una cohort de conductors de camions de mitja edat que varien en termes d'hàbits de fumar, per provar la hipòtesi que la taxa d'incidència als 20 anys del càncer de pulmó serà més alta entre els fumadors forts, seguits pels fumadors moderats, i finalment pels no fumadors.
L'estudi prospectiu és important per a la investigació sobre l'etiologia de les malalties i trastorns. La característica distintiva d'un estudi de cohort prospectiu és que, en el moment en què els investigadors comencen a reclutar individus i recopilar informació d'exposició de referència, cap dels subjectes ha desenvolupat cap dels resultats d'interès. Després de recollir informació bàsica, els subjectes en un estudi de cohorts prospectiu se segueixen "longitudinalment", és a dir, durant un període, generalment durant anys, per determinar si i quan els individus emmalalteixen i si hi ha canvis en el seu estat d'exposició. D'aquesta manera, els investigadors eventualment poden utilitzar les dades per respondre a moltes preguntes sobre les associacions entre "factors de risc" i els resultats de malalties. Per exemple, es podria identificar fumadors i no fumadors a la línia de base i comparar la seva incidència posterior de desenvolupar malalties del cor. Alternativament, es podrien agrupar individus basats en el seu índex de massa corporal (IMC) i comparar el seu risc de desenvolupar malalties del cor o càncer. Els estudis prospectius de cohorts solen ser més importants en la jerarquia de proves que els estudis de cohorts retrospectius i poden ser més cars que un estudi de casos i controls.
Un dels avantatges dels estudis prospectius de cohorts és que poden ajudar a determinar els factors de risc per contraure una nova malaltia perquè són una observació longitudinal al llarg del temps i la recopilació de resultats es realitza a intervals de temps regulars, de manera que es minimitza l'error de recuperació de dades.